# BAFTA (премия, 2015)
68-я церемония вручения наград премии BAFTA за заслуги в области британского и международного кинематографа за 2014 год состоялась 8 февраля 2015 года в Королевском театре Ковент-Гарден в Лондоне, её ведущим в десятый раз выступил комедийный актёр Стивен Фрай. Номинанты были объявлены 9 января 2015 года.

## Список лауреатов и номинантов
| Победители выделены отдельным цветом. |

Количество наград/номинаций:
- 5/11: «Отель „Гранд Будапешт“»
- 3/10: «Теория всего»
- 3/5: «Отрочество» / «Одержимость»
- 1/10: «Бёрдмэн»
- 1/4: «Интерстеллар»
- 1/3: «Гордость»
- 1/2: «Ида»
- 1/1: «Всё ещё Элис» / «Лего. Фильм» / «Citizenfour. Правда Сноудена» / «Бугалу и Грэм» / «Общая картина»
- 0/9: «Игра в имитацию»
- 0/4: «Уильям Тёрнер» / «Стрингер»
- 0/2: «71» / «Снайпер» / «Большие глаза» / «Охотник на лис» / «Исчезнувшая» / «Стражи Галактики» / «Чем дальше в лес» / «Приключения Паддингтона» / «Побудь в моей шкуре»

### Основные категории
| Категории                                | Лауреаты и номинанты                                                                                            |
| ---------------------------------------- | --- |
| Лучший фильм                             | • Отрочество / Boyhood (Ричард Линклейтер, Кэтлин Сазерленд)                                                    |
| Лучший фильм                             | • Отель «Гранд Будапешт» / The Grand Budapest Hotel (Уэс Андерсон, Скотт Рудин, Стивен Рейлс, Джереми Доусон)   |
| Лучший фильм                             | • Игра в имитацию / The Imitation Game (Нора Гроссман, Идо Островски, Тедди Шварцман)                           |
| Лучший фильм                             | • Теория всего / The Theory of Everything (Тим Беван, Эрик Феллнер, Лиза Брюс, Энтони Маккартен)                |
| Лучший фильм                             | • Бёрдмэн / Birdman (Алехандро Гонсалес Иньярриту, Джон Лешер, Джеймс У. Скотчдопоул                            |
| Лучший британский фильм                  | • Теория всего / The Theory of Everything (Джеймс Марш, Тим Беван, Эрик Феллнер, Лиза Брюс, Энтони Маккартен)   |
| Лучший британский фильм                  | • 71 / '71 (Ян Деманж, Энгус Ламонт, Робин Гатч, Грегори Бурк)                                                  |
| Лучший британский фильм                  | • Побудь в моей шкуре / Under the Skin (Джонатан Глэйзер, Джеймс Уилсон, Ник Уэкслер, Уолтер Кэмпбелл)          |
| Лучший британский фильм                  | • Гордость / Pride (Мэттью Уорчас, Дэвид Ливингстоун, Стивен Бересфорд)                                         |
| Лучший британский фильм                  | • Игра в имитацию / The Imitation Game (Мортен Тильдум, Нора Гроссман, Идо Островски, Тедди Шварцман, Грэм Мур) |
| Лучший британский фильм                  | • Приключения Паддингтона / Paddington (Пол Кинг, Дэвид Хейман)                                                 |
| Лучший неанглоязычный фильм              | • Ида / Ida (Павел Павликовский, Эрик Абрахам, Петр Дзецоль, Эва Пушчинска)                                     |
| Лучший неанглоязычный фильм              | • Ланчбокс / The Lunchbox / Dabba (Ритеш Батра, Арун Рангашари, Анураг Кашьяп, Гунит Монга)                     |
| Лучший неанглоязычный фильм              | • Два дня, одна ночь / Deux jours, une nuit (Жан-Пьер Дарденн, Люк Дарденн, Дэни Фрейд)                         |
| Лучший неанглоязычный фильм              | • Левиафан (Андрей Звягинцев, Александр Роднянский, Сергей Мелькумов)                                           |
| Лучший неанглоязычный фильм              | • Свалка / Trash (Стивен Долдри, Тим Беван, Эрик Феллнер, Крис Тикье)                                           |
| Лучшая режиссёрская работа               | • Ричард Линклейтер — «Отрочество»                                                                              |
| Лучшая режиссёрская работа               | • Уэс Андерсон — «Отель „Гранд Будапешт“»                                                                       |
| Лучшая режиссёрская работа               | • Джеймс Марш — «Теория всего»                                                                                  |
| Лучшая режиссёрская работа               | • Дэмьен Шазелл — «Одержимость»                                                                                 |
| Лучшая режиссёрская работа               | • Алехандро Гонсалес Иньярриту — «Бёрдмэн»                                                                      |
| Лучшая мужская роль                      | • Эдди Редмэйн — «Теория всего» (за роль Стивена Хокинга)                                                       |
| Лучшая мужская роль                      | • Бенедикт Камбербэтч — «Игра в имитацию»                                                                       |
| Лучшая мужская роль                      | • Джейк Джилленхол — «Стрингер»                                                                                 |
| Лучшая мужская роль                      | • Майкл Китон — «Бёрдмэн»                                                                                       |
| Лучшая мужская роль                      | • Рэйф Файнс — «Отель „Гранд Будапешт“»                                                                         |
| Лучшая женская роль                      | • Джулианна Мур — «Всё ещё Элис» (за роль Элис Хоуланд)                                                         |
| Лучшая женская роль                      | • Эми Адамс — «Большие глаза»                                                                                   |
| Лучшая женская роль                      | • Фелисити Джонс — «Теория всего»                                                                               |
| Лучшая женская роль                      | • Риз Уизерспун — «Дикая»                                                                                       |
| Лучшая женская роль                      | • Розамунд Пайк — «Исчезнувшая»                                                                                 |
| Лучшая мужская роль второго плана        | • Джей Кей Симмонс — «Одержимость»                                                                              |
| Лучшая мужская роль второго плана        | • Эдвард Нортон — «Бёрдмэн»                                                                                     |
| Лучшая мужская роль второго плана        | • Итан Хоук — «Отрочество»                                                                                      |
| Лучшая мужская роль второго плана        | • Марк Руффало — «Охотник на лис» (за роль Дейва Шульца)                                                        |
| Лучшая мужская роль второго плана        | • Стив Карелл — «Охотник на лис» (за роль Джона Дюпона)                                                         |
| Лучшая женская роль второго плана        | • Патрисия Аркетт — «Отрочество»                                                                                |
| Лучшая женская роль второго плана        | • Эмма Стоун — «Бёрдмэн»                                                                                        |
| Лучшая женская роль второго плана        | • Имельда Стонтон — «Гордость»                                                                                  |
| Лучшая женская роль второго плана        | • Кира Найтли — «Игра в имитацию»                                                                               |
| Лучшая женская роль второго плана        | • Рене Руссо — «Стрингер»                                                                                       |
| Лучший анимационный полнометражный фильм | • Лего. Фильм / The Lego Movie (Фил Лорд, Кристофер Миллер)                                                     |
| Лучший анимационный полнометражный фильм | • Город героев / Big Hero 6 (Дон Холл, Крис Уильямс)                                                            |
| Лучший анимационный полнометражный фильм | • Семейка монстров / The Boxtrolls (Энтони Стакки, Грэм Эннэбл)                                                 |
| Лучший оригинальный сценарий             | • «Отель „Гранд Будапешт“» — Уэс Андерсон, Хьюго Гиннесс                                                        |
| Лучший оригинальный сценарий             | • «Бёрдмэн» — Алехандро Гонсалес Иньярриту, Николас Джакобоне, Александр Динеларис-мл., Армандо Бо              |
| Лучший оригинальный сценарий             | • «Отрочество» — Ричард Линклейтер                                                                              |
| Лучший оригинальный сценарий             | • «Стрингер» — Дэн Гилрой                                                                                       |
| Лучший оригинальный сценарий             | • «Одержимость» — Дэмьен Шазелл                                                                                 |
| Лучший адаптированный сценарий           | • «Теория всего» — Энтони Маккартен                                                                             |
| Лучший адаптированный сценарий           | • «Снайпер» — Джейсон Холл                                                                                      |
| Лучший адаптированный сценарий           | • «Исчезнувшая» — Гиллиан Флинн                                                                                 |
| Лучший адаптированный сценарий           | • «Игра в имитацию» — Грэм Мур                                                                                  |
| Лучший адаптированный сценарий           | • «Приключения Паддингтона» — Пол Кинг                                                                          |

### Другие категории
| Категории                                                    | Лауреаты и номинанты                                                                                     |
| ------------------------------------------------------------ | --- |
| Лучшая музыка к фильму                                       | • «Отель „Гранд Будапешт“» — Александр Деспла                                                            |
| Лучшая музыка к фильму                                       | • «Бёрдмэн» — Антонио Санчес                                                                             |
| Лучшая музыка к фильму                                       | • «Интерстеллар» — Ханс Циммер                                                                           |
| Лучшая музыка к фильму                                       | • «Теория всего» — Йохан Йоханнссон                                                                      |
| Лучшая музыка к фильму                                       | • «Побудь в моей шкуре» — Мика Леви                                                                      |
| Лучшая операторская работа                                   | • «Бёрдмэн» — Эммануэль Любецки                                                                          |
| Лучшая операторская работа                                   | • «Отель „Гранд Будапешт“» — Роберт Д. Йоумен                                                            |
| Лучшая операторская работа                                   | • «Ида» — Лукаш Зал, Рышард Ленчевский                                                                   |
| Лучшая операторская работа                                   | • «Интерстеллар» — Хойте Ван Хойтема                                                                     |
| Лучшая операторская работа                                   | • «Уильям Тёрнер» — Дик Поуп                                                                             |
| Лучшие визуальные эффекты                                    | • «Интерстеллар» — Пол Франклин, Скотт Фишер, Эндрю Локли, Иэн Хантер                                    |
| Лучшие визуальные эффекты                                    | • «Хоббит: Битва пяти воинств» — Джо Леттери, Эрик Сэйндон, Дэвид Клэйтон, Р. Кристофер Уайт             |
| Лучшие визуальные эффекты                                    | • «Стражи Галактики» — Стефан Серетти, Пол Корбоулд, Джонатан Фокнер, Николас Айтхади                    |
| Лучшие визуальные эффекты                                    | • «Планета обезьян: Революция» — Джо Леттери, Дэн Леммон, Эрик Уинкист, Дэниел Барретт                   |
| Лучшие визуальные эффекты                                    | • «Люди Икс: Дни минувшего будущего» — Ричард Стаммерс, Андерс Лэнглендс, Тим Кросби, Кэмерон Уолдбауэр  |
| Лучший грим и причёски                                       | • «Отель „Гранд Будапешт“» — Фрэнсис Хэннон, Марк Кулир                                                  |
| Лучший грим и причёски                                       | • «Стражи Галактики» — Элизабет Янни-Джорджиу, Дэвид Уайт                                                |
| Лучший грим и причёски                                       | • «Чем дальше в лес» — Питер Суордс Кинг, Джей Рой Хелланд                                               |
| Лучший грим и причёски                                       | • «Уильям Тёрнер» — Кристин Бланделл, Леса Уорренер                                                      |
| Лучший грим и причёски                                       | • «Теория всего» — Жан Сьюэлл, Кристиан Маллетт                                                          |
| Лучшая работа художника-постановщика                         | • «Отель „Гранд Будапешт“» — Адам Штокхаузен, Анна Пиннок                                                |
| Лучшая работа художника-постановщика                         | • «Большие глаза» — Рик Хайнрикс, Шейн Во                                                                |
| Лучшая работа художника-постановщика                         | • «Игра в имитацию» — Мария Дьюкович, Татьяна Макдональд                                                 |
| Лучшая работа художника-постановщика                         | • «Интерстеллар» — Натан Кроули, Гэри Феттис                                                             |
| Лучшая работа художника-постановщика                         | • «Уильям Тёрнер» — Сьюзи Дэвис, Шарлотта Уоттс                                                          |
| Лучший дизайн костюмов                                       | • «Отель „Гранд Будапешт“» — Милена Канонеро                                                             |
| Лучший дизайн костюмов                                       | • «Игра в имитацию» — Сэмми Шелдон Диффер                                                                |
| Лучший дизайн костюмов                                       | • «Чем дальше в лес» — Коллин Этвуд                                                                      |
| Лучший дизайн костюмов                                       | • «Уильям Тёрнер» — Жаклин Дюрран                                                                        |
| Лучший дизайн костюмов                                       | • «Теория всего» — Стивен Ноубл                                                                          |
| Лучший монтаж                                                | • «Одержимость» — Том Кросс                                                                              |
| Лучший монтаж                                                | • «Бёрдмэн» — Дуглас Крайс, Стивен Миррионе                                                              |
| Лучший монтаж                                                | • «Отель „Гранд Будапешт“» — Барни Пиллинг                                                               |
| Лучший монтаж                                                | • «Игра в имитацию» — Уильям Голденберг                                                                  |
| Лучший монтаж                                                | • «Стрингер» — Джон Гилрой                                                                               |
| Лучший монтаж                                                | • «Теория всего» — Джинкс Годфри                                                                         |
| Лучший звук                                                  | • «Одержимость» — Томас Керли, Бен Уилкинс, Крэйг Манн                                                   |
| Лучший звук                                                  | • «Снайпер» — Уолт Мартин (посмертно), Джон Рейтц, Грегг Рудлофф, Алан Роберт Мюррей, Баб Асман          |
| Лучший звук                                                  | • «Бёрдмэн» — Томас Варга, Мартин Эрнандес, Аарон Гласкок, Джон Тейлор, Фрэнк А. Монтаньо                |
| Лучший звук                                                  | • «Отель „Гранд Будапешт“» — Уэйн Леммер, Кристофер Скарабосио, Павел Вдовчак                            |
| Лучший звук                                                  | • «Игра в имитацию» — Джон Миджли, Ли Уолпоул, Стьюарт Хилликер, Мартин Дженсен                          |
| Лучший документальный фильм                                  | • Citizenfour. Правда Сноудена / Citizenfour (Лора Пойтрас, Матильда Бонфуа, Дирк Вилуцки)               |
| Лучший документальный фильм                                  | • В двух шагах от славы / 20 Feet from Stardom (Морган Невилл, Кейтрин Роджерс, Джил Фризен (посмертно)) |
| Лучший документальный фильм                                  | • 20 000 дней на Земле / 20,000 Days on Earth (Ян Форсайт, Джейн Поллард)                                |
| Лучший документальный фильм                                  | • В поисках Вивиан Майер / Finding Vivian Maier (Джон Малуф, Чарли Сискел)                               |
| Лучший документальный фильм                                  | • Вирунга / Virunga (Орландо фон Эйнсидель, Джоанна Натасегара)                                          |
| Лучший короткометражный фильм                                | • Бугалу и Грэм / Boogaloo and Graham (Брайан Дж. Фалконер, Майкл Леннокс, Ронан Блэйни)                 |
| Лучший короткометражный фильм                                | • Emotional Fusebox (Майкл Берлинер, Рэйчел Тьюннард)                                                    |
| Лучший короткометражный фильм                                | • The Karman Line (Кэмпбелл Битон, Доун Кинг, Тирнан Ханби, Оскар Шарп)                                  |
| Лучший короткометражный фильм                                | • Slap (Айла Белл-Уэбб, Микеланджело Фано, Ник Роулэнд)                                                  |
| Лучший короткометражный фильм                                | • Три брата / Three Brothers (Алим Кхан, Маттье де Браконье, Стефани Пиплоу)                             |
| Лучший анимационный короткометражный фильм                   | • Общая картина / The Bigger Picture (Крис Хис, Дейзи Джейкобс, Дженнифер Майка)                         |
| Лучший анимационный короткометражный фильм                   | • Monkey Love Experiments (Айнсли Хендерсон, Кам Фрейзер, Уилл Андерсон)                                 |
| Лучший анимационный короткометражный фильм                   | • My Dad (Маркус Армитаж)                                                                                |
| Лучший дебют британского сценариста, режиссёра или продюсера | • Стивен Бересфорд (сценарист), Дэвид Ливингстоун (продюсер) — «Гордость»                                |
| Лучший дебют британского сценариста, режиссёра или продюсера | • Элейн Константин (сценарист, режиссёр) — Северная душа                                                 |
| Лучший дебют британского сценариста, режиссёра или продюсера | • Грегори Бурк (сценарист), Ян Деманж (режиссёр) — «71»                                                  |
| Лучший дебют британского сценариста, режиссёра или продюсера | • Hong Khaou (сценарист, режиссёр) — Ритмично напевая                                                    |
| Лучший дебют британского сценариста, режиссёра или продюсера | • Пол Катис (режиссёр, продюсер), Andrew de Lotbinere (продюсер) — Каджаки: Правдивая история            |
| Восходящая звезда                                            | • Джек О’Коннелл                                                                                         |
| Восходящая звезда                                            | • Гугу Мбата-Роу                                                                                         |
| Восходящая звезда                                            | • Марго Робби                                                                                            |
| Восходящая звезда                                            | • Майлз Теллер                                                                                           |
| Восходящая звезда                                            | • Шейлин Вудли                                                                                           |

## Специальные награды

#### BAFTA Academy Fellowship Award
- Майк Ли

#### Outstanding British Contribution to Cinema
- BBC Films